# Mimela coxalis
Mimela coxalis är en skalbaggsart som beskrevs av Ohaus 1902. Mimela coxalis ingår i släktet Mimela och familjen Rutelidae. Inga underarter finns listade i Catalogue of Life.